# Io canto Generation (prima edizione)
La prima edizione del talent show musicale Io canto Generation, dopo vari rinvii, è andata in onda in prima serata su Canale 5 dal 22 novembre al 27 dicembre 2023 per sei puntate con la conduzione di Gerry Scotti. Le prime quattro puntate e la finale sono andate in onda di mercoledì, mentre la quinta puntata di lunedì.
Il conduttore è stato affiancato dalla giuria composta da Claudio Amendola, Michelle Hunziker, Al Bano (sostituito da Chiara Tortorella nella terza puntata del 6 dicembre 2023) e Orietta Berti, dai coach Iva Zanicchi, Fausto Leali, Anna Tatangelo, Cristina Scuccia, Mietta e Benedetta Caretta e con la partecipazione di Chiara Tortorella in qualità di inviata per R101.
L'edizione si è conclusa con la vittoria di Marta Viola (50000 €), che si è anche aggiudicata il premio R101.

## Descrizione
L'obiettivo del programma resta quello di eleggere la voce più promettente tra bambini e ragazzi di età compresa tra i 10 e i 14 anni in cui la musica, però, resta la protagonista assoluta.

### Meccanismo e opportunità offerte
Il meccanismo prevede una sfida tra sei squadre capitanate da alcune eccellenze della musica italiana; al termine di ogni puntata i due concorrenti con i voti più bassi della squadra ultima in classifica, dovranno abbandonare il programma. Durante la semifinale i ragazzi in gara invece, vengono scremati in due sole squadre per contendersi un posto in finale dove ciascun concorrente giocherà per conto suo.
La vincitrice si è aggiudicata il diritto di seguire un percorso formativo presso la New York Film Academy nella sede di Firenze, dove successivamente ottiene l'opportunità di essere accompagnata a Broadway per seguire uno stage presso la sede principale di New York. La vincitrice del premio tecnico di R101, la radio ufficiale del programma, insieme al contributo della giuria, ha avuto la possibilità di registrare una cover.

### Sigla
La sigla di questa edizione era la canzone What Is Love di Haddaway, mentre per l'entrata in studio del conduttore, invece è stata usata Here Comes the Hotstepper di Ini Kamoze.

### Studio
Il programma veniva trasmesso presso lo studio 20 del Centro di produzione Mediaset di Cologno Monzese (Milano).

## Cast

### Concorrenti
L'età dei concorrenti si riferisce al momento dell'ingresso nel programma.

#### Puntate 1-4
| Coach | Coach             | Concorrenti                       | Concorrenti                | Concorrenti                     | Concorrenti                  |
| ----- | ----------------- | --------------------------------- | -------------------------- | ------------------------------- | ---------------------------- |
|       | Anna Tatangelo    | Andrea Carpinteri (13 anni)       | Carola Boccadoro (14 anni) | Laura Pizio (14 anni)           | Lorenzo Sebastiano (14 anni) |
|       | Benedetta Caretta | Eric Koci (12 anni)               | Maria D'Amato (14 anni)    | Marta Viola (14 anni)           | Sofia Leto (14 anni)         |
|       | Cristina Scuccia  | Aurora Castellani (14 anni)       | Ashley Bocar (12 anni)     | Davide Di Domenico (11 anni)    | Rocco Pepe (14 anni)         |
|       | Fausto Leali      | Andrea Thomas Urru (13 anni)      | Nicole Malizia (13 anni)   | Samuele Spina (14 anni)         | Sophia Marino (14 anni)      |
|       | Iva Zanicchi      | Giulia Murrai (14 anni)           | Lorenzo Zambolin (12 anni) | Nicole Corrente (12 anni)       | Pietro Agnello (14 anni)     |
|       | Mietta            | Daniele Mattia Inzucchi (14 anni) | Elia Pedrini (10 anni)     | Angelica Zina Cottone (12 anni) | Marta Di Domenico (14 anni)  |

#### Puntata 5 (Semifinale)
| Coach | Coach        | Coach          | Coach             | Concorrenti                  | Concorrenti                 | Concorrenti                | Concorrenti                       | Concorrenti           | Concorrenti               | Concorrenti              | Concorrenti             |
| ----- | ------------ | -------------- | ----------------- | ---------------------------- | --------------------------- | -------------------------- | --------------------------------- | --------------------- | ------------------------- | ------------------------ | ----------------------- |
|       | Iva Zanicchi | Mietta         | Cristina Scuccia  | Andrea Carpinteri (13 anni)  | Aurora Castellani (14 anni) | Carola Boccadoro (14 anni) | Daniele Mattia Inzucchi (14 anni) | Laura Pizio (14 anni) | Maria D'Amato (14 anni)   | Pietro Agnello (14 anni) | Samuele Spina (14 anni) |
|       | Fausto Leali | Anna Tatangelo | Benedetta Caretta | Andrea Thomas Urru (13 anni) | Elia Pedrini (10 anni)      | Eric Koci (12 anni)        | Lorenzo Sebastiano (14 anni)      | Marta Viola (14 anni) | Nicole Corrente (12 anni) | Rocco Pepe (14 anni)     | Sofia Leto (14 anni)    |

#### Puntata 6 (Finale)
| Concorrenti                       | Stato                |
| --------------------------------- | -------------------- |
| Marta Viola (14 anni)             | Vincitrice           |
| Daniele Mattia Inzucchi (14 anni) | Secondi classificati |
| Sofia Leto (14 anni)              | Secondi classificati |
| Rocco Pepe (14 anni)              | Eliminati            |
| Nicole Corrente (12 anni)         | Eliminati            |
| Andrea Carpinteri (13 anni)       | Eliminati            |
| Carola Boccadoro (14 anni)        | Eliminati            |
| Eric Koci (12 anni)               | Eliminati            |
| Samuele Spina (14 anni)           | Eliminati            |
| Andrea Thomas Urru (13 anni)      | Eliminati            |
| Elia Pedrini (10 anni)            | Eliminati            |
| Lorenzo Sebastiano (14 anni)      | Eliminati            |

### Giuria e coach
Legenda
     Giudice
     Coach
| Giurati / Coach   | Puntate | Puntate | Puntate | Puntate | Puntate    | Puntate | Totale |
| Giurati / Coach   | 1       | 2       | 3       | 4       | Semifinale | Finale  | Totale |
| ----------------- | ------- | ------- | ------- | ------- | ---------- | ------- | ------ |
| Claudio Amendola  |         |         |         |         |            |         | 6      |
| Michelle Hunziker |         |         |         |         |            |         | 6      |
| Iva Zanicchi      |         |         |         |         |            |         | 6      |
| Fausto Leali      |         |         |         |         |            |         | 6      |
| Anna Tatangelo    |         |         |         |         |            |         | 6      |
| Cristina Scuccia  |         |         |         |         |            |         | 6      |
| Mietta            |         |         |         |         |            |         | 6      |
| Benedetta Caretta |         |         |         |         |            |         | 6      |
| Al Bano           |         |         |         |         |            |         | 5      |
| Orietta Berti     |         |         |         |         |            |         | 6      |
| Chiara Tortorella |         |         |         |         |            |         | 1      |

### Direttori d'orchestra
| Direttore d'orchestra | Puntate | Puntate | Puntate | Puntate | Puntate    | Puntate | Totale |
| Direttore d'orchestra | 1       | 2       | 3       | 4       | Semifinale | Finale  | Totale |
| --------------------- | ------- | ------- | ------- | ------- | ---------- | ------- | ------ |
| Valeriano Chiaravalle |         |         |         |         |            |         | 6      |

### Radio speaker
Legenda
     Inviato/a
     Emittente radiofonica
| Inviato/a / Speaker | Puntate | Puntate | Puntate | Puntate | Puntate    | Puntate | Totale |
| Inviato/a / Speaker | 1       | 2       | 3       | 4       | Semifinale | Finale  | Totale |
| ------------------- | ------- | ------- | ------- | ------- | ---------- | ------- | ------ |
| Chiara Tortorella   |         |         |         |         |            |         | 6      |
| R101                |         |         |         |         |            |         | 6      |

## Tabellone dello svolgimento del programma
|          |                | Puntate         | Puntate         | Puntate         | Puntate         | Puntate           | Puntate           | Puntate       | Puntate       | Puntate       | Puntate       | Puntate       | Puntate   | Puntate   | Puntate        | Puntate              |
| 1        | 1              | 2               | 2               | 3               | 3               | 4                 | 4                 | Semifinale    | Semifinale    | Semifinale    | Finale        | Finale        | Finale    | Finale    |                |                      |
| -------- | -------------- | --------------- | --------------- | --------------- | --------------- | ----------------- | ----------------- | ------------- | ------------- | ------------- | ------------- | ------------- | --------- | --------- | -------------- | -------------------- |
| Vittoria | Vittoria       | Squadra Scuccia | Squadra Scuccia | Squadra Caretta | Squadra Caretta | Squadra Tatangelo | Squadra Tatangelo | Squadra Leali | Squadra Leali | Squadra Leali | Squadra Leali | Squadra Leali | N.D.      | N.D.      | N.D.           | N.D.                 |
| 1        | Marta V.       | 3°              | N.D.            | 1°              | N.D.            | 2°                | N.D.              | 3°            | N.D.          | 1°            | In finale     | In finale     | N.D.      | Salvati   | In finalissima | Vincitrice           |
| 2        | Daniele Mattia | 6°              | Salvato         | 3°              | N.D.            | 3°                | N.D.              | 2°            | N.D.          | 2°            | Salvato       | In finale     | N.D.      | Salvati   | In finalissima | Secondi classificati |
| 2        | Sofia          | 3°              | N.D.            | 1º              | N.D.            | 2°                | N.D.              | 3°            | N.D.          | 1°            | In finale     | In finale     | Salvati   | N.D.      | In finalissima | Secondi classificati |
| 4        | Rocco          | 1°              | N.D.            | 2°              | N.D.            | 4°                | N.D.              | 6°            | Salvato       | 1°            | In finale     | In finale     | Salvati   | N.D.      | Eliminati      |                      |
| 5        | Nicole C.      | 5°              | N.D.            | 6°              | Salvata         | 5°                | N.D.              | 5°            | N.D.          | 1°            | In finale     | In finale     | Salvati   | N.D.      | Eliminati      |                      |
| 6        | Andrea C.      | 4°              | N.D.            | 4°              | N.D.            | 1°                | N.D.              | 4°            | N.D.          | 2°            | Salvato       | In finale     | N.D.      | Salvato   | Eliminati      |                      |
| 7        | Carola         | 4°              | N.D.            | 4°              | N.D.            | 1°                | N.D.              | 4°            | N.D.          | 2°            | A rischio     | In finale     | N.D.      | Eliminati |                |                      |
| 8        | Eric           | 3°              | N.D.            | 1°              | N.D.            | 2°                | N.D.              | 3°            | N.D.          | 1°            | In finale     | In finale     | N.D.      | Eliminati |                |                      |
| 9        | Samuele        | 2°              | N.D.            | 5°              | N.D.            | 6°                | Salvati           | 1°            | N.D.          | 2°            | A rischio     | In finale     | N.D.      | Eliminati |                |                      |
| 10       | Andrea U.      | 2°              | N.D.            | 5°              | N.D.            | 6°                | Salvati           | 1°            | N.D.          | 1°            | In finale     | In finale     | Eliminati |           |                |                      |
| 11       | Elia           | 6°              | Salvato         | 3°              | N.D.            | 3°                | N.D.              | 2°            | N.D.          | 1°            | In finale     | In finale     | Eliminati |           |                |                      |
| 12       | Lorenzo S.     | 4°              | N.D.            | 4°              | N.D.            | 1°                | N.D.              | 4°            | N.D.          | 1°            | In finale     | In finale     | Eliminati |           |                |                      |
| 13       | Aurora         | 1°              | N.D.            | 2°              | N.D.            | 4°                | N.D.              | 6°            | Salvata       | 2°            | A rischio     | Eliminati     |           |           |                |                      |
| 14       | Laura          | 4°              | N.D.            | 4°              | N.D.            | 1°                | N.D.              | 4°            | N.D.          | 2°            | A rischio     | Eliminati     |           |           |                |                      |
| 15       | Maria          | 3°              | N.D.            | 1°              | N.D.            | 2°                | N.D.              | 3°            | N.D.          | 2°            | A rischio     | Eliminati     |           |           |                |                      |
| 16       | Pietro         | 5°              | N.D.            | 6°              | Salvato         | 5°                | N.D.              | 5°            | N.D.          | 2°            | A rischio     | Eliminati     |           |           |                |                      |
| 17       | Ashley         | 1°              | N.D.            | 2°              | N.D.            | 4°                | N.D.              | 6°            | Eliminati     |               |               |               |           |           |                |                      |
| 18       | Davide         | 1°              | N.D.            | 2°              | N.D.            | 4°                | N.D.              | 6°            | Eliminati     |               |               |               |           |           |                |                      |
| 19       | Nicole M.      | 2°              | N.D.            | 5°              | N.D.            | 6°                | Eliminate         |               |               |               |               |               |           |           |                |                      |
| 20       | Sophia         | 2°              | N.D.            | 5°              | N.D.            | 6°                | Eliminate         |               |               |               |               |               |           |           |                |                      |
| 21       | Giulia         | 5°              | N.D.            | 6º              | Eliminati       |                   |                   |               |               |               |               |               |           |           |                |                      |
| 22       | Lorenzo Z.     | 5°              | N.D.            | 6º              | Eliminati       |                   |                   |               |               |               |               |               |           |           |                |                      |
| 23       | Marta D.       | 6°              | Eliminate       |                 |                 |                   |                   |               |               |               |               |               |           |           |                |                      |
| 24       | Angelica       | 6°              | Eliminate       |                 |                 |                   |                   |               |               |               |               |               |           |           |                |                      |

## Ascolti
| Puntata    | Messa in onda    | Telespettatori | Share  | Fonte  | Ospiti      |
| ---------- | ---------------- | -------------- | ------ | ------ | ----------- |
| 1          | 22 novembre 2023 | 3 191 000      | 21,54% | [ 16 ] | –           |
| 2          | 29 novembre 2023 | 3 057 000      | 20,50% | [ 17 ] | –           |
| 3          | 6 dicembre 2023  | 2 736 000      | 18,36% | [ 18 ] | –           |
| 4          | 13 dicembre 2023 | 2 711 000      | 19,89% | [ 19 ] | –           |
| Semifinale | 18 dicembre 2023 | 2 854 000      | 20,00% | [ 20 ] | –           |
| Finale     | 27 dicembre 2023 | 3 180 000      | 24,03% | [ 21 ] | Renato Zero |
| Media      | Media            | 2 955 000      | 20,72% |        |             |